# 亚历杭德罗·蒙托亚
亚历杭德罗·蒙托亚（西班牙語：Alejandro Montoya，1952年5月3日—），古巴男子拳击运动员。他曾代表古巴参加1975年泛美运动会拳击比赛，获得一枚金牌。他也曾参加1972年夏季奥林匹克运动会。